# 岡田実 (地方公務員)
岡田 実（おかだ みのる、1951年 <昭和26年> ３月 - ）は、日本の地方公務員。山口県総務部長、同副知事を歴任。瑞宝中綬章受章。

## 人物・経歴
山口県吉敷郡宮野村（現在の山口市）生まれ。中学校・高校ではハンドボール部に所属した。早稲田大学政治経済学部を卒業後の1973年、山口県庁に入庁した。2006年 (平成18年) 5月に総合政策局長、2007年5月に総合政策部長に就任し、同職を平尾幸雄と交代し三好猛の後任として総務部長に、2011年4月には同職を平尾と交代し、任期満了となった西村亘の後任として山口県副知事に就任した。国体山口大会開催などに尽力し、2013年3月に副知事を辞職した。
2016年6月、山口県立美術館館長に就任した。

## 栄典
2021年11月、令和3年秋の叙勲で地方自治功労により瑞宝中綬章を受章した。